# Luftgau VIII
Luftgau VIII foi um dos Distritos Aéreos da Luftwaffe, durante a Alemanha Nazi. Foi formado no dia 4 de Fevereiro de 38, em Breslau, e esteve activo até 12 de Abril de 1945, quando foi fundido com o VIII. Fliegerkorps.

## Comandantes
- Heinrich Dankelmann, 4 de Fevereiro de 1938 - 1 de Maio de 1939[1]
- Bernhard Waber, 1 de Maio de 1939 - 23 de Outubro de 1941[1]
- Walter Sommé, 23 de Outubro de 1941 - 9 de Agosto de 1944[1]
- Veit Fischer, 9 de Agosto de 1944 - 12 de Abril de 1945[1]